# Évelő őszirózsa
Az évelő őszirózsa (Aster) a kétszikűek (Magnoliopsida) osztályában a fészkesvirágzatúak (Asterales) rendjének, azon belül az őszirózsafélék (Asteraceae) családjának egyik nemzetsége, az Astereae nemzetségcsoport névadója.

## Elterjedése
A fajok többsége a mérsékelt égövben, illetve a trópusokon él.

## Megjelenése, felépítése
Az egyes fajok termete tág határok közt változik: a legkisebbek alig érik el a 20 cm-t; a mirigyes őszirózsa méteresre is megnő.

## Életmódja
Amint neve is mutatja, az őszirózsa az ősszel virágzó növények közé tartozik: ilyen nemzetség meglehetősen kevés van:
- egyrészt, mert  mérsékelt égövben a növénynek alig pár hete van a virágnyílástól az első fagyok beálltáig, amire a termést be kell érlelnie;
- másrészt, mert ebben az időszakban a virágokat beporzó rovarok sokkal kevésbé aktívak, mint az előző hónapokban.

E túlélő stratégia legfőbb előnye a csekély konkurencia: a fenti okoknál fogva ősszel kevés virág nyílik.
A tenyészidő rövidsége miatt az őszirózsa magjai igen aprók, kevés bennük a tartalék tápanyag – ezt a versenyhátrányt a magok száma ellensúlyozza. A magvakat a szél terjeszti, és ezt gyakran röpítőszőrök segítik.
Az évelő őszirózsák lassan terjednek, de nagy telepekké fejlődnek. A telepeket tavasszal, tőosztással érdemes szaporítani.
A fajok többsége jól tűri a szárazságot; többnyire a napos helyeket kedvelik.
Leveleit kevés kártevő és kórokozó támadja meg; leginkább (esős években) a szürkés lisztharmat.

## Rendszertani felosztása
A nemzetségbe mintegy kétszáz fajt sorolunk:
- Aster ageratoides
- Aster aitchisonii
- Aster alatipes
- Aster albanicus
- Aster albescens
- havasi őszirózsa vagy alpesi őszirózsa vagy havasi gerepcsin (A. alpinus)
- csillagőszirózsa (A. amellus)
  - Aster amellus „Rudolph Goethe” kertészeti változat
- Aster ananthocladus
- Aster andicola
- Aster andohahelensis
- Aster aragonensis
- Aster arenosus
- Aster argyropholis
- Aster asa-grayi
- Aster asteroides
- Aster auriculatus
- Aster baccharoides
- Aster bakerianus
- Aster barbatus
- Aster barbellatus
- Aster baronii
- Aster batangensis
- Aster bietii
- Aster bipinnatisectus
- Aster blepharophyllus
- Aster bowiei
- Aster brachytrichus
- Aster brevis
- Aster bulleyanus
- Aster caucasicus
- Aster chimanimaniensis
- Aster colchicus
- Aster comptonii
- Aster confertifolius
- Aster creticus
- Aster curtus
- Aster diplostephioides
- Aster dolichophyllus
- Aster dolichopodus
- hangaőszirózsa (A. ericoides)
- Aster erucifolius
- Aster falcifolius
- Aster falconeri
- Aster fanjingshanicus
- Aster farreri
- Aster filipes
- Aster flaccidus
- Aster formosanus
- Aster frutescens
- Aster fulgidulus
- Aster fuscescens
- Aster giraldii
- Aster glehnii
- Aster gracilicaulis
- Aster grisebachii
- Aster gymnocephalus
- Aster handelii
- Aster harveyanus
- Aster hayatae
- Aster heliopsis
- Aster hersileoides
- Aster heterolepis
- Aster himalaicus
- Aster hololachnus
- Aster homochlamydeus
- Aster hunanensis
- Aster hypoleucus
- Aster iinumae
- Aster indamellus
- Aster intricatus
- Aster ionoglossus
- Aster itsunboshi
- Aster jeffreyanus
- Aster juchaihu
- Aster kantoensis
- Aster koraiensis
- Aster laevigatus
- Aster laka
- kisvirágú őszirózsa (A. lanceolatus)
- Aster langaoensis
- Aster lanuginosus
- Aster latibracteatus
- Aster lavanduliifolius
- Aster likiangensis
- Aster limosus
- Aster lingulatus
- aranyfürt (A. linosyris)
- Aster lipskyi
- Aster luzonensis
- Aster lydenburgensis
- Aster maackii
- Aster madagascariensis
- Aster magnus
- Aster mandrarensis
- Aster mangshanensis
- Aster megalanthus
- Aster menelii
- Aster microcephalus
- Aster milanjiensis
- Aster miyagii
- Aster molliusculus
- Aster morrisonensis
- Aster motuoensis
- Aster moupinsensis
- Aster neoelegans
- Aster nigromontanus
- Aster nitidus
- mirigyes őszirózsa (A. novae-angliae)
  - Aster novae-angliae „Alma Pötschke” liláspiros kertészeti változat
  - Aster novae-angliae „Purple Dome” bíbor virágú kertészeti változat
- sima levelű vagy sötétlila őszirózsa (A. novi-beigii)
  - Aster novi-belgii „Marie Ballard” (kopasz őszirózsa – kertészeti változat)
- Aster nubimontis
- gyapjas őszirózsa (A. oleifolius)
- Aster oreophilus
- Aster ovalifolius
- Aster panduratus
- Aster patulus
- Aster peduncularis
- Aster peglerae
- Aster perfoliatus
- Aster philippinensis
- Aster platylepis
- Aster pleiocephalus
- Aster poliothamnus
- Aster polius
- Aster prainii
- Aster prorerus
- Aster pseudobakerianus
- Aster pubentior
- pettyegetett őszirózsa (A. punctatus)
- Aster pycnophyllus
- Aster pyrenaeus
- Aster quitensis
- Aster retusus
- Aster riparius
- Aster rockianus
- Aster saboureaui
- Aster salwinensis
- Aster sampsonii
- Aster satsumensis
- Aster savatieri
- pettyegetett őszirózsa (Aster sedifolius)
- Aster semiamplexicaulis
- Aster senecioides
- Aster shastensis
- Aster sikkimensis
- Aster sikuensis
- Aster sinianus
- Aster smithianus
- Aster sodiroi
- Aster souliei
- Aster spathulifolius
- Aster sphaerotus
- Aster steeleorum
- Aster stracheyi
- Aster sugimotoi
- Aster sutchuenensis
- Aster tagasagomontanus
- Aster taiwanensis
- Aster taliangshanensis
- Aster tansaniensis
- Aster tarbagatensis
- Aster tataricus
- Aster techinensis
- Aster tenuipes
- Aster thomsonii
- Aster tientschuanensis
- Aster tolmatschevii
- Aster tongolensis
- Aster tricephalus
- Aster trichoneurus
- Aster trinervius
- pozsgás őszirózsa (A. tripolium)
  - sziki őszirózsa (A. tripolium subsp. pannonicus)
- Aster tsarungensis
- Aster turbinatus
- Aster veitchianus
- Aster velutinosus
- Aster vestitus
- Aster viscidulus
- Aster vvedenskyi
- Aster willkommii
- Aster woroschilowii
- Aster yakushimensis
- Aster yomena
- Aster yoshinaganus
- Aster yunnanensis
- Aster zayuensis
- Aster zuluensis